# Campus de Gandía
El Campus de Gandia es un campus de la Universitat Politècnica de Valencia creado en 1993 donde se ubica la Escuela Politécnica Superior de Gandia. Es uno de los tres campus universitarios de la UPV, junto con el de Alcoy y el más grande y principal en la ciudad de Valencia. El Campus está ubicado en el Grao de Gandía.

## Titulaciones impartidas

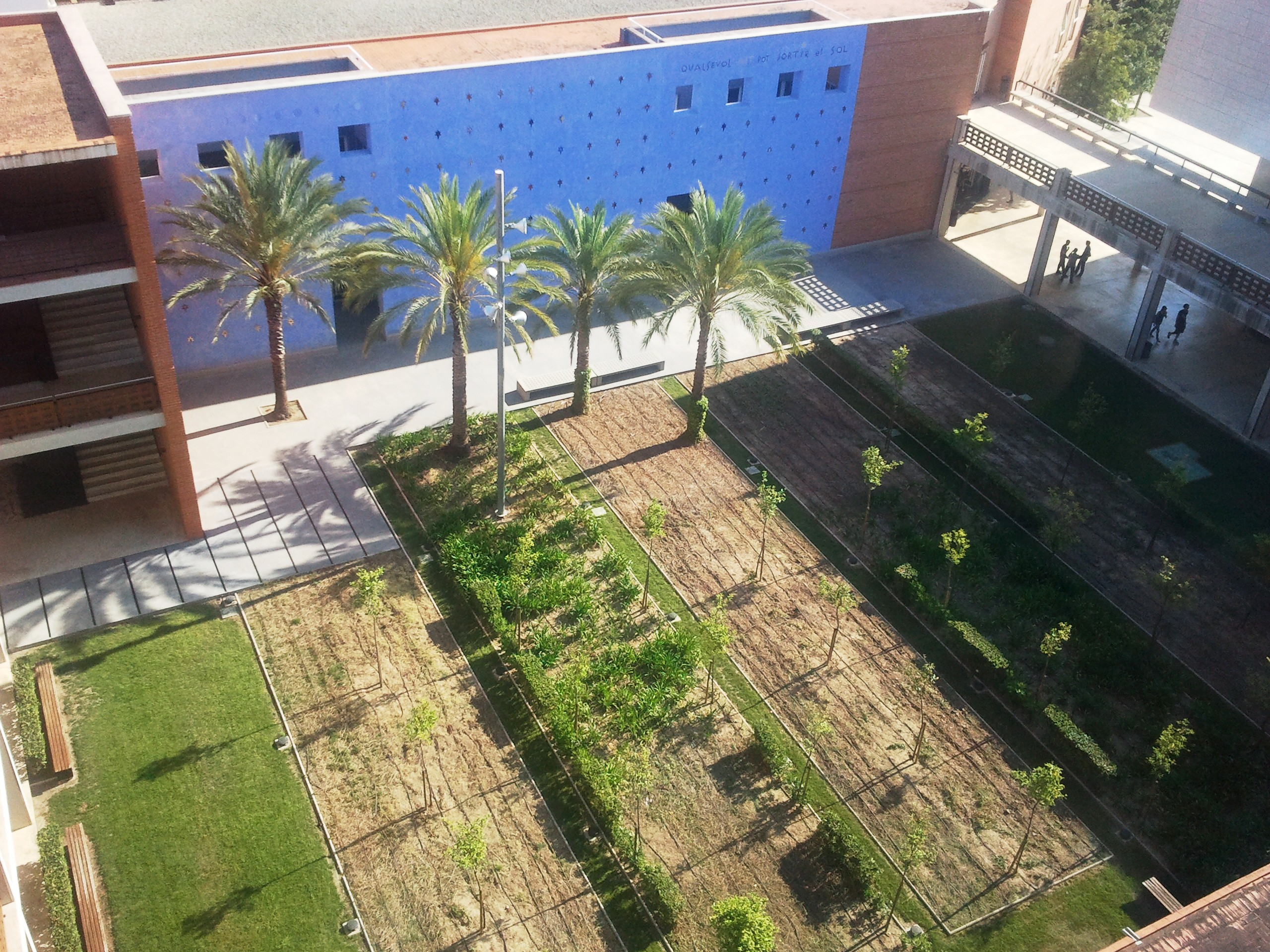
Jardines del Campus de Gandía

Con un volumen aproximado de 2100 estudiantes, en el Campus de Gandía se imparten las siguientes titulaciones universitarias:
De Grado:

- Grado en Ingeniería de Sistemas de Telecomunicación, Sonido e Imagen[1]
- Grado en Tecnologías Interactivas[2]
- Grado en Ciencias Ambientales[3]
- Grado en Turismo[4]
- Doble grado en Administración y Dirección de Empresas + Turismo[5]
- Grado en Comunicación Audiovisual[6]
- Doble grado en Ingeniería de Sistemas de Telecomunicación, Sonido e Imagen + Comunicación Audiovisual[7]
- Doble grado en Ingeniería de Sistemas de Telecomunicación, Sonido e Imagen + Comunicación Audiovisual.[8]
- Doble grado en Ciencias Ambientales + Ciencias y Tecnologías del Mar.[9]

Másteres universitarios:
- Máster en Ingeniería Acústica[10]
- Máster en Postproducción Digital[11]
- Máster en Evaluación y Seguimiento Ambiental de Ecosistemas Marinos y Costeros[12]
- Máster Universitario en Comunicación Transmedia
- Máster Universitario en Profesor/a de Educación Secundaria
- Máster Universitario en Inteligencia Turística [13]

## Dimensión internacional
La importante dimensión internacional del campus de Gandía hace que sea uno de los principales centros en recepción de estudiantes del programa Erasmus de la Comunidad Valenciana. Por otra parte, el alumnado del campus cuenta con abundantes oportunidades para completar su formación con estancias en el extranjero. La opción más solicitada son las becas Sócrates - Erasmus, que en este campus permite la continuación de estudios en más de 100 universidades. Otras becas que permiten la movilidad del alumnado son las Promoe, SICUE-Séneca, Leonardo da Vinci, Intercampus España-América Latina e IAESTE.

## Recursos orientados a práctica

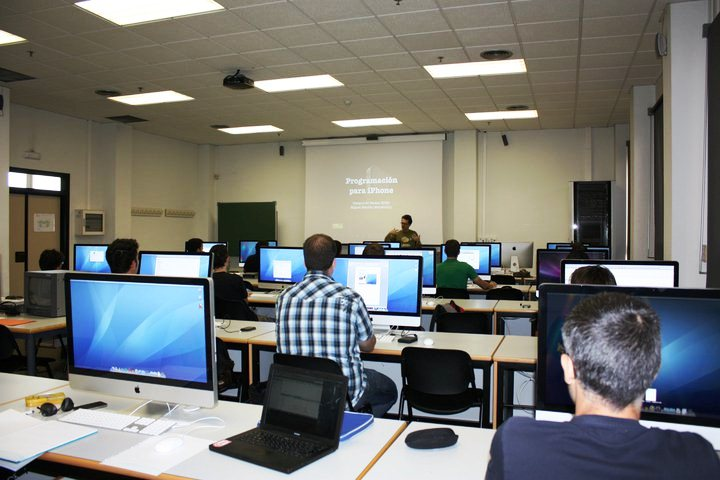
Aula del campus

El Campus de Gandía dispone de recursos para garantizar que los estudiantes se familiaricen con el uso de tecnologías propias de su actividad profesional.
Entre sus instalaciones se cuenta el Centro de Recursos para al Aprendizaje y la Investigación (CRAI), laboratorios, salas de informática y estudios de radio y televisión, a los que los estudiantes pueden acceder con facilidad. Por otra parte, el campus pone a disposición de los estudiantes sus espacios de relación y encuentro, como áreas deportivas, zonas verdes o salas destinadas a actividades socioculturales.

## Jornadas y congresos
En los últimos años se ha intensificado la labor investigadora del Campus de Gandía de la Universidad Politécnica de Valencia, ofreciendo, además, multitud de jornadas y congresos que complementan los estudios de los alumnos a la vez que ofrecen contenido de calidad al resto de la comunidad universitaria y, en definitiva, a la sociedad. Algunos de estos congresos ya se han consolidado en su sector, como es el caso del Congreso Internacional sobre redes sociales Comunica2, que celebra su quinta edición en el 2015 con la colaboración de Fundéu BBVA por tercer año consecutivo.
También se apuesta con fuerza por el sector de los videojuegos; los días 26 y 27 de enero de 2013 el Campus de Gandía fue sede del evento mundial y simultáneo 'Global Game Jam', con una muy buena acogida. En noviembre de 2013 se celebrará por primera vez un congreso de creación y desarrollo de videojuegos, la Gandia Game Meeting, actividad impulsada, organizada y coordinada por alumnos y exalumnos del propio Campus.

## Investigación en el Campus de Gandía
Además de la formación de universitarios para el mercado laboral, el Campus de Gandía también tiene una rama de investigación que pretende generar conocimiento a través de investigaciones que se realizan en el Campus. El Campus de Gandía cuenta con investigaciones punteras como son el marcado de tortugas, los mapas turísticos interactivos y la cortina móvil barrera entre otras. Las últimas noticias sobre investigación en el Campus está disponible en el blog "UPV Gandia Ciencia".

## Innovación en el Campus de Gandía
Además de las investigaciones que se comentaban en el punto anterior, el Campus de Gandía también cuenta con una cátedra de innovación que es un marco de colaboración entre la Universidad Politécnica de Valencia y las empresas Caja de Ahorros y Monte de Piedad de Ontinyent, Productos Citrosol S.A., Instalaciones Telefónicas Digitel SL, Juan y Juan SL, ODEC Centro de Cálculo y Aplicaciones Informáticas SA, Safor Valley SL y los Ayuntamientos de Gandía, Oliva y Tabernes de Valldigna.
El fin de esta cátedra es el incentivar la innovación en las empresas y ayudar a los emprendedores con sus proyectos, poniendo a su disposición recursos con el fin de impulsar sus proyectos.

## Cultura y ocio para disfrutar
Gandía es una capital cultural en su entorno, un rasgo con el que completa su oferta turística de sol y playa que le ha convertido en un destino clásico para miles de visitantes cada año. Conciertos, grandes obras teatrales, exposiciones o cine independiente son algunas de las actividades que forman parte del programa que tiene lugar todos los meses en la ciudad, al que el campus de Gandía de la UPV contribuye como foco de promoción cultural.